# Episodi di Squadra speciale Lipsia (quindicesima stagione)
La quindicesima stagione della serie televisiva Squadra speciale Lipsia è stata trasmessa in anteprima in Germania dalla ZDF tra il 19 settembre 2014 e il 13 febbraio 2015.
In Italia la prima parte della stagione (episodi n° 1-9) è stata trasmessa in prima visione assoluta su Rai 2 dal 15 luglio al 2 settembre 2018. La seconda parte della stagione (episodi n° 10-20) è stata trasmessa in prima visione assoluta su Rai 2 dal 1º settembre 2019 al 14 giugno 2020.
| nº | Titolo originale                  | Titolo italiano                  | Prima TV Germania | Prima TV Italia   |
| -- | --------------------------------- | -------------------------------- | ----------------- | ----------------- |
| 1  | Zwei Schwestern                   | Le due sorelle                   | 19 settembre 2014 | 15 luglio 2018    |
| 2  | Was nicht sein darf               | Ciò che non deve essere          | 26 settembre 2014 | 22 luglio 2018    |
| 3  | Besessen                          | Il Posseduto                     | 3 ottobre 2014    | 29 luglio 2018    |
| 4  | Allein gegen die Mafia            | La famiglia prima di tutto       | 10 ottobre 2014   | 29 luglio 2018    |
| 5  | Mister Green                      | L'uomo mascherato                | 17 ottobre 2014   | 19 agosto 2018    |
| 6  | Made in Bangladesh                | L'incendio                       | 24 ottobre 2014   | 19 agosto 2018    |
| 7  | Dumm gelaufen                     | Il braccialetto                  | 31 ottobre 2014   | 26 agosto 2018    |
| 8  | Der verlorene Sohn                | Il figlio scomparso              | 7 novembre 2014   | 26 agosto 2018    |
| 9  | Ausflug mit Mila                  | Una gita con Mila                | 14 novembre 2014  | 2 settembre 2018  |
| 10 | Der einzige Zeuge                 | Unico testimone                  | 21 novembre 2014  | 1º settembre 2019 |
| 11 | Kleine Geheimnisse                | Piccoli segreti                  | 28 novembre 2014  | 1º settembre 2019 |
| 12 | Wahrheit ist ein scharfes Schwert | La verità è una spada affilata   | 12 dicembre 2014  | 11 gennaio 2020   |
| 13 | Kranke Gier                       | Avidità letale                   | 19 dicembre 2014  | 18 gennaio 2020   |
| 14 | Lösegeld                          | Il riscatto (prima parte)        | 9 gennaio 2015    | 25 gennaio 2020   |
| 14 | Lösegeld                          | Il riscatto (seconda parte)      | 9 gennaio 2015    | 25 gennaio 2020   |
| 15 | Spielverderber                    | Il guastafeste                   | 16 gennaio 2015   | 1º febbraio 2020  |
| 16 | Doktor Tod                        | Dottor morte                     | 16 gennaio 2015   | 1º febbraio 2020  |
| 17 | Schuss durch die Tür              | Sparo attraverso la porta        | 23 gennaio 2015   | 8 febbraio 2020   |
| 18 | Bewegliche Ziele                  | Bersaglio mobile (prima parte)   | 30 gennaio 2015   | 8 febbraio 2020   |
| 18 | Bewegliche Ziele                  | Bersaglio mobile (seconda parte) | 30 gennaio 2015   | 15 febbraio 2020  |
| 19 | Sein oder Nichtsein               | Essere o non essere              | 6 febbraio 2015   | 15 febbraio 2020  |
| 20 | Johannes                          | Johannes                         | 13 febbraio 2015  | 29 febbraio 2020  |
| 21 | Recht und Gerechtigkeit           | Fuori dagli schemi               | 13 febbraio 2015  | 14 giugno 2020    |